# Гімназична вулиця (Прилуки)
Вулиця Гімназична — вулиця у місті Прилуки. Пролягає від вулиці Берегової до вулиці 1 Травня. Вулиця розташована у центральній частині міста.
Прилучаються вулиці Гоголя — Шевченка — Соборна — Київська — Гнідаша — Костянтинівська.
Нумерація йде від вулиці Берегової (№ 2-138, 1-91).

## Історія
Прокладена у 1-й половині 19 ст., згідно Генерального плану забудови міста 1802 року.
Остаточно сформувалася на межі 19 - 20 ст. Спочатку вулиця, на якій розміщувався міський цвинтар, називалася Кладовищенською. Вперше така назва зустрічається у документах 1888. Останній раз - 1893 року. 1896 мала назву «Кладовищенська-Гімназична». 
У документі за 1897 рік вперше згадана назва вул. Гімназична. Точна дата перейменування не встановлена. Можливо, це відбулося 1894 року, коли відмічалося 20-річчя чоловічої гімназії.
Вулицю Гімназичну прилучани ще називали Благородною, бо на ній проживала здебільшого міська знать.
У 1920-х роках вулиця здобула назву Жовтневої.  Рішенням сесії міськради від 31 травня 2001 року вулиці повернута її історична назва.

## Пам'ятки
На вулиці Гімназичній збереглися цілі квартали старої забудови, серед них привертають увагу пам'ятки дерев'яної та мурованої архітектури: 
будинки №№ 31/1, 35а, 356 (обидва - житлові будинки предводителя дворянства Милорадовича), 55, 61 (будинок Гроні, побудований 1824 року, у
підвалі закладена залізнична рейка, на якій вибито 1801 рік), 64, 68, 70, 72а, 726, 73, 74, 80, 86, 87, 90 та ін.

## Установи
- карамельний цех заводу продтоварів (№ 81);
- дитячий садок (№ 94).